# Sodastrahlen

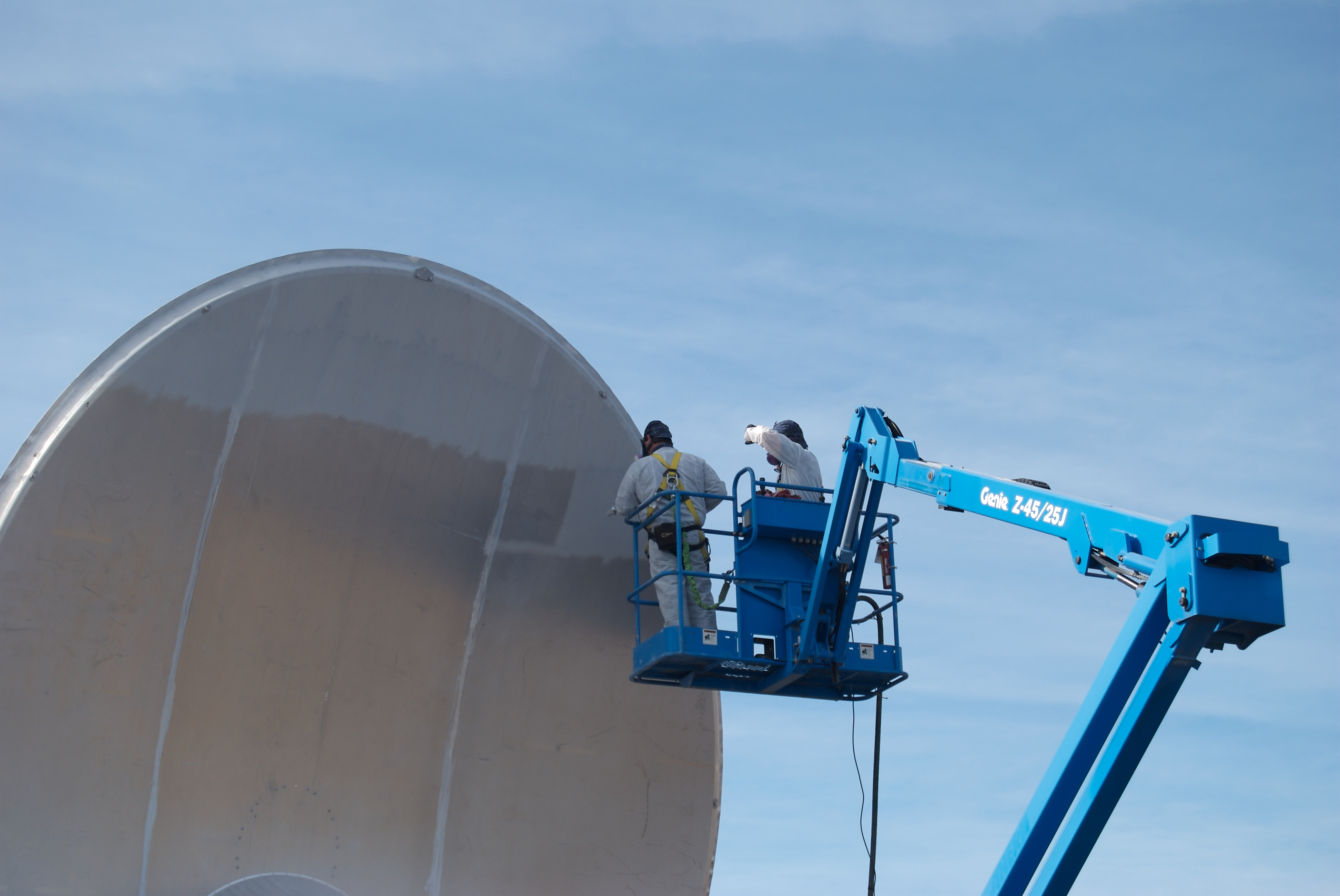
Sodastrahlen an einem Radioteleskop

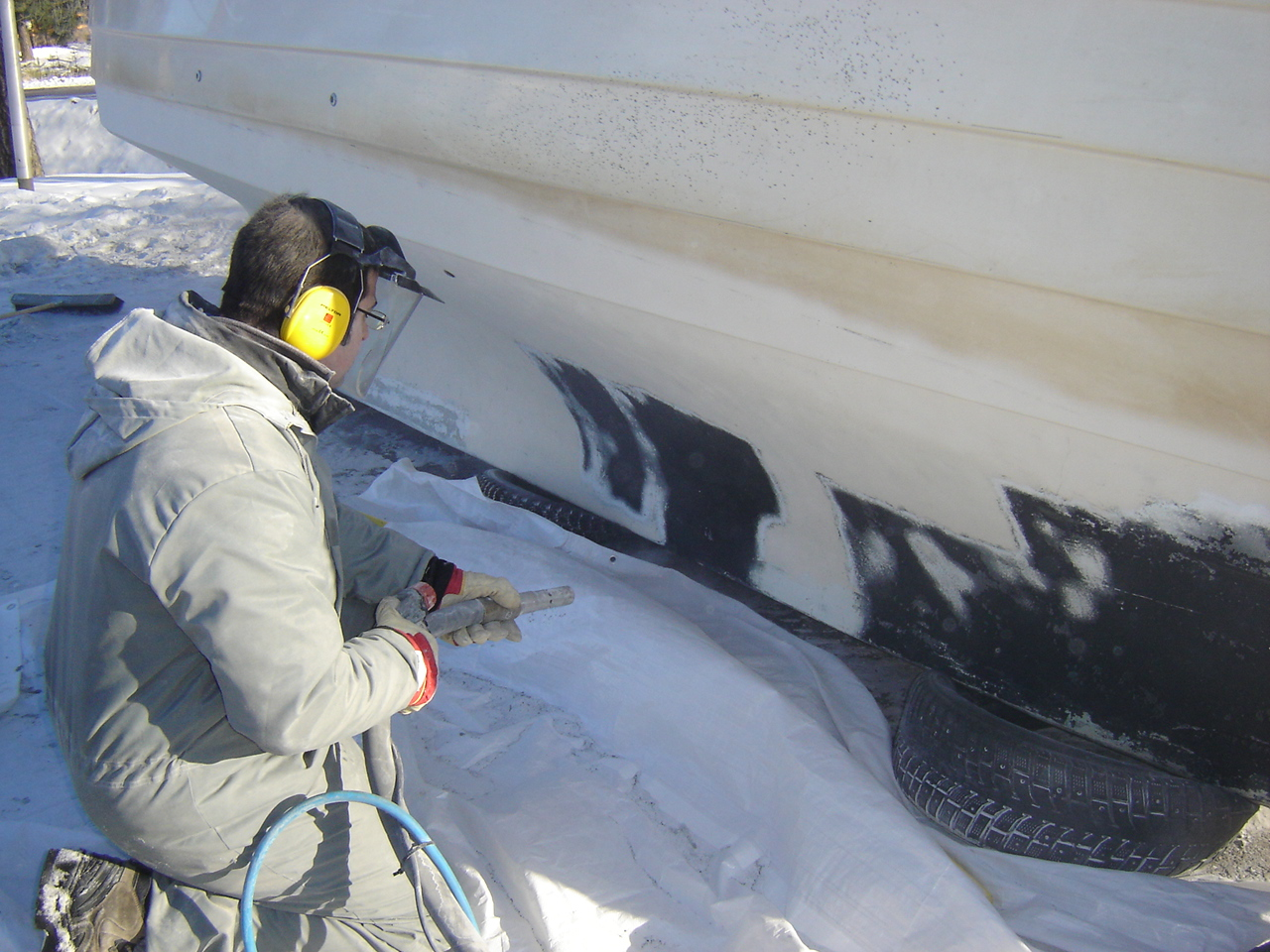
Sodastrahlen eines Schiffs-Rumpfes im Winter

Das Sodastrahlen ist ein Verfahren der Strahltechnik, bei dem die Oberfläche eines Werkstückes mit Natriumhydrogencarbonat („Natriumbicarbonat“) mittels Druck- oder Injektorstrahltechnik bearbeitet wird. Das verwendete Natriumhydrogencarbonat, auch „Speisesoda“ genannt, ist nicht identisch mit der eigentlichen Soda, dem Dekahydrat des Natriumcarbonats.
Ein früher Einsatz der Technik war 1986 bei der Reinigung der Freiheitsstatue.
Seitdem findet das Verfahren wachsende Anwendungen in anderen Bereichen wie beispielsweise bei der Entlackung von Karosserien, Entfernen von Graffiti, sowie bei der Fassaden- und Denkmalreinigung. Der eigentliche Reinigungseffekt entsteht – im Gegensatz zum Sandstrahlen mit Korund, Schlacke, Glasperlen, Keramik, Duroplast etc. – nicht durch die scharfkantigen oder verdichtenden Eigenschaften, sondern durch das Entladen der Oberflächenspannung des einzelnen Korns beim Auftreffen.
Dies erlaubt das Strahlreinigen von nahezu jeder Oberfläche ohne messbaren Abtrag, Verschleiß oder Beschädigung der jeweiligen Oberflächenstruktur. Ab 1998 hielt das Sodastrahlen weltweit Einzug in viele industrielle und handwerkliche Branchenbereiche, zum Beispiel für das Abreinigen von Gebrauchtmotorenteilen, das Entlacken von Karosserien, Strahlreinigen von denkmalgeschützten Gebäuden, Graffitientfernung, zur Form- und Extrusionswerkzeugreinigung, und so weiter.
Sodastrahlen – auch fälschlicherweise als „Backpulverstrahlen“ bezeichnet (Speisesoda ist ein zentraler Inhaltsstoff von Backpulver) – wird sowohl im Trocken- als auch im Nassstrahlverfahren eingesetzt. Durch das Hinzufügen einer geringen Wassermenge in der Düse erhält das Strahlmittel eine höhere Dichte und ist somit effektiver und staubärmer.
Häufig wird das Verfahren mit Trockeneisstrahlen („Eisstrahlen“) verwechselt, welches sich aber grundsätzlich von der Arbeits- und Wirkungsweise unterscheidet.